# Božena Kremláčková
Božena Kremláčková (* 19. srpna 1955 Jihlava) je česká veterinářka a politička za Levý blok, později za Stranu demokratické levice a Stranu demokratického socialismu, po sametové revoluci československá poslankyně Sněmovny národů Federálního shromáždění.

## Biografie
V roce 1980 vystudovala Vysokou školu veterinární v Brně. Působí jako veterinářka - inspektorka.
Ve volbách roku 1992 byla za koalici Levý blok zvolena do české části Sněmovny národů (volební obvod Jihomoravský kraj). Ve Federálním shromáždění setrvala do zániku Československa v prosinci 1992.
Dlouhodobě je aktivní v komunální politice. V komunálních volbách roku 1994, komunálních volbách roku 1998, komunálních volbách roku 2006 a komunálních volbách roku 2010 byla zvolena do zastupitelstva Jihlavy. V roce 1994 za Stranu demokratické levice, v následujících volbách za Stranu demokratického socialismu. V zastupitelstvu ovšem zasedá v klubu KSČM. Profesně se uvádí jako veterinářka. Ve volbách do Evropského parlamentu v roce 2004 neúspěšně kandidovala do EP za Stranu demokratického socialismu. Uvádí se tehdy jako členka strany, bytem Jihlava, profesí veterinářka.